# Carlos Torres Barallobre
Carlos Torres Barallobre (La Coruña, España; 17 de enero de 1934-Ibidem., 30 de octubre de 2020) fue un futbolista español que se desempeñaba como delantero.

## Clubes
| Club                    | País   | Año       |
| ----------------------- | ------ | --------- |
| Real Club Celta de Vigo | España | 1952-1957 |
| R.C.D Español           | España | 1957-1963 |
| Club Deportivo Málaga   | España | 1962-1964 |
| R.C.D. de La Coruña     | España | 1964-1965 |